# Présidence du Bengale
1699–1947
Entités précédentes :
- Empire moghol

Entités suivantes :
- Bengale oriental

La présidence de Fort William ou plus communément présidence du Bengale (littéralement de l'anglais : Bengal Presidency) est une entité administrative territoriale de l'Inde britannique qui recouvrait l'est des Indes, de l'Himalaya au nord à la Birmanie à l'est. C'était une des trois présidences de l'Inde britannique, et elle était basée à Fort William, une forteresse de Calcutta. Jusqu'en 1833, le gouverneur général des Indes n'exerçait son pouvoir que sur le Bengale.
La zone contrôlée par cette présidence recouvre à présent le Bangladesh, les États indiens du Bengale occidental, de l'Assam, du Bihar, de l'Orissa, de l'Uttar Pradesh, de l'Uttarakhand, du Pendjab, de l'Haryana, de l'Himachal Pradesh et des parties du Chhattisgarh, du Madhya Pradesh et du Maharashtra, les provinces frontalières pakistanaises du Pendjab, et celles de la Birmanie. Penang et Singapour ont également été incluses dans cette présidence. Les territoires étaient gérés par la Compagnie anglaise des Indes orientales jusqu'à ce qu'ils soient incorporés à la couronne britannique en 1858.

## Gouverneurs généraux deFort William
1. Warren Hastings (1773–1785)
2. John Macpherson (1785–1786) (provisoire)
3. Charles Cornwallis (1786–1793)
4. John Shore (1793–1798)
5. Alured Clarke (1798) (provisoire)
6. Richard Wellesley (1798–1805)
7. Charles Cornwallis (1805)
8. George Hilario Barlow (1805–1807) (provisoire)
9. Gilbert Elliot-Murray-Kynynmound (1807–1813)
10. Francis Rawdon-Hastings (1813–1823)
11. John Adam (1823) (provisoire)
12. William Pitt Amherst (1823–1828)
13. William Butterworth Bayley (1828) (provisoire)
14. William Cavendish-Bentinck (1828–1833)